# Behemoth (banda)
Behemoth é uma banda de blackened death metal formada na Polônia em 1991. Liderada pelo guitarrista e vocalista Nergal, então com quinze anos de idade, o Behemoth criou uma enorme força durante a década passada como uma banda grande dentro do cenário underground do black metal. Com o passar dos anos, a banda, de uma forma bem natural, foi mudando gradativamente sua sonoridade para um som mais direcionado ao death metal, sem perder sua identidade.
A banda faz um death metal muito diferente do que o convencional, assim como Nile, a banda faz death metal com elementos do oriente médio (oriental metal). Com seu som pesado e bem trabalhado, hoje o Behemoth é conhecido e admirado por muitos fãs de metal extremo em todo mundo.

## História
Behemoth foi formado em 1991 pelo líder, atual guitarrista e vocalista da banda Nergal, e pelos ex-membros Baal (bateria) e L. Kaos (guitarra). Que começou como um puro e primitivo black metal.
Eles lançaram o Endless Damnation, que foi o primeiro trabalho da banda. Depois de algum tempo, eles lançaram o demo From the Pagan Vastlands que foi gravado pela Pagan Records (que foi o primeiro contrato com uma gravadora) . Após o lançamento do EP And the Forests Dream Eternally seguido do álbum Sventevith (Storming Near the Baltic) a banda foi ganhando uma visão mais positiva que acabou ganhando um contrato com a gravadora Solistitium Records.
Com o lançamento do álbum Grom foi uma grande surpresa, o álbum estava muito diferente da antiga sonoridade da banda, com uso de vocais femininos, e o uso de guitarras acústicas. Pela ascensão do álbum a banda conseguiu fazer turnês pela Europa entre outros lugares. Três anos depois a banda lançou um novo álbum, intitulado como  Pandemonic Incantations e, foi um grande estouro da banda pelo fato da carreira da banda ser curta. O álbum lhes rendeu uma enorme turnê. A banda assinou um contrato com a gravadora Itália na Avantgarde Music em 1998 .

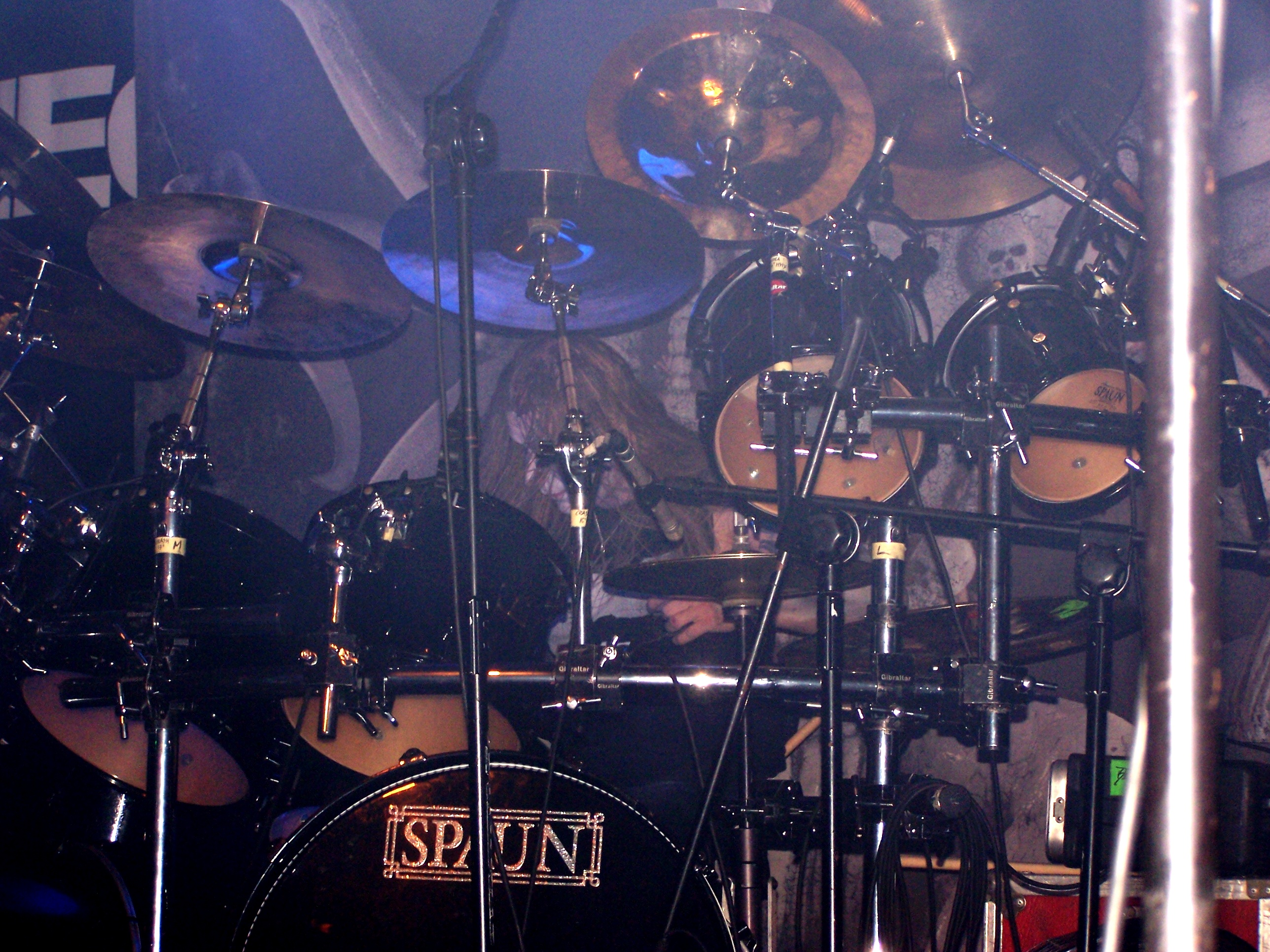
Inferno durante concerto

O primeiro álbum com a colaboração da gravadora foi o Satanica (considerado o melhor álbum da banda por muitos fãs), que mudou seu estilo do black metal purista ao death metal. O álbum rendeu turnês com as banda Deicide e Satyricon, durante a turnê, a banda sofreu alguns problemas com a formação e com a ex-gravadora, foi ai que entrou  o baixista Novy e o guitarrista Havok .
O próximo álbum se chama Thelema.6, no novo álbum, a banda inovou muito mais do que os álbuns antigos: guitarras mais técnicas, bateria cada vez mais brutal e uma composição magnifica. O álbum foi o primeiro da banda a ser lançado oficialmente na Rússia e no Brasil. A banda tocou nos eventos: Wacken Open Air, With Full Force, Inferno Metal Festival, Mystic Festival, e o Mind Over Matter Autumn. Eles também tocaram com as bandas Carpathian Forest e Khold seguido do evento polonês Thrash em All Fest, com Vader e Krisiun entre outros.
Em 2001, a banda se focou em compor um novo material para o sexto álbum da banda, depois de um tempo eles entraram em estúdio para gravar o álbum Zos Kia Cultus (Here And Beyond). O resultado foi impressionante, lhes garantiu muitos shows internacionais.
Em fevereiro de 2003 a banda fez uma turnê pela Noruega e lá, assinou contrato com a Century Media Records, o contrato resultou uma turnê com as bandas: Deicide, Revenge, Vehemence e Amon Amarth .

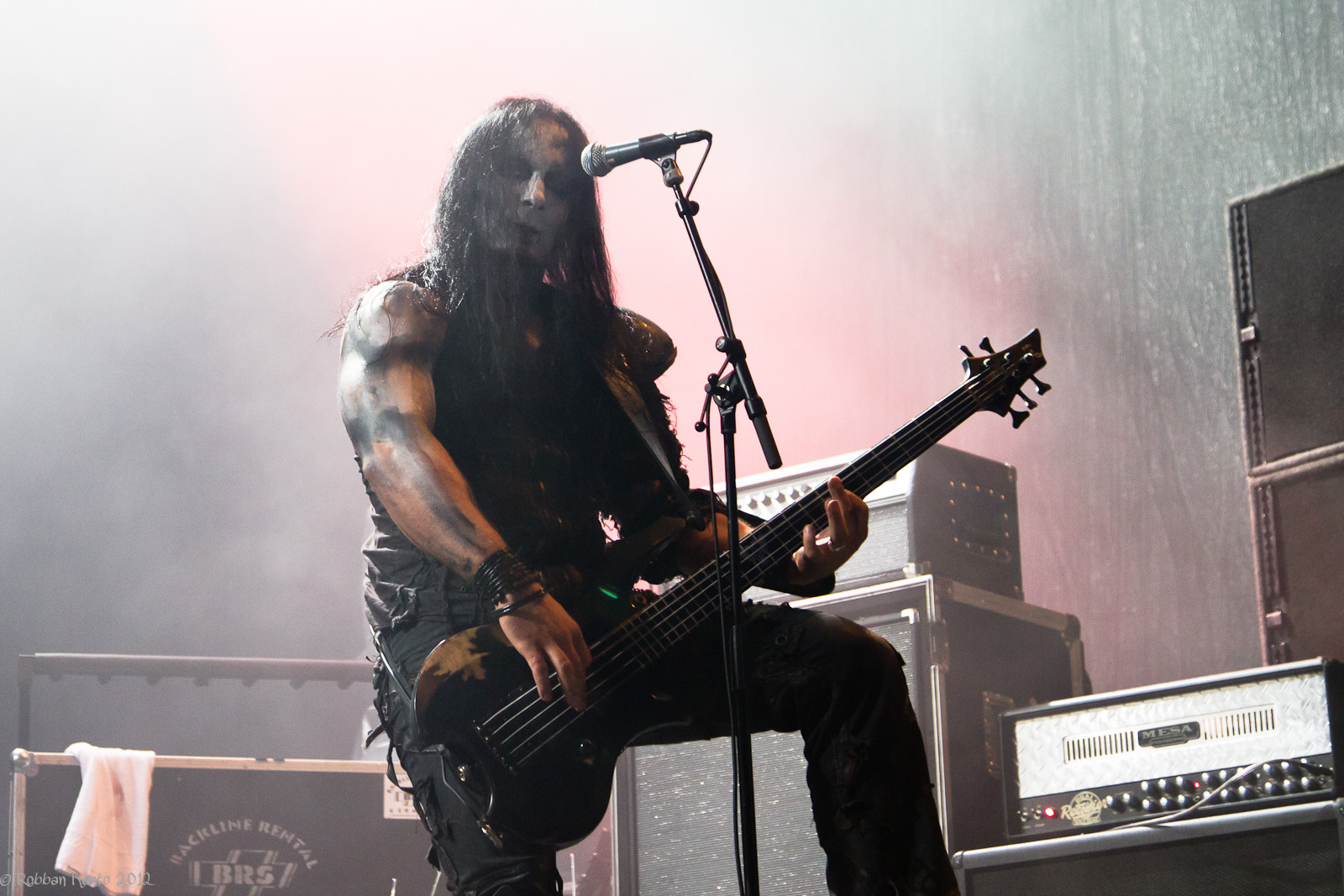
Orion no Getaway Rock Festival 2012

E depois a banda participou de um festival com bandas como Nile e Opeth. No final de 2003 a banda sofreu mais uma mudança na formação saindo Novy e Havok. No começo de 2004 Nergal conseguiu com que Orion (Vesania) entrasse na banda como baixista.
Em 2004 o sétimo álbum Demigod foi lançado, com um novo integrante na banda, conhecido como Seth. O álbum ganhou uma boa crítica, gravado na Hendrix Studios. O álbum contém dois vídeos, "Conquer All" e "Slaves Shall Serve".
Em 2007 a banda tocou com as bandas Napalm Death, Moonspell e Dew-Scented . No final de 2004, a banda realizou sua primeira vinda ao Brasil ao ver a emoção dos fãs, Nergal disse em uma entrevista que os shows no Brasil foram um dos melhores que já fez, e confessa ser um grande fã da banda Krisiun.
A banda lançou seu oitavo álbum The Apostasy, (indicado o melhor álbum da banda pelo líder e vocalista Nergal) lançado em julho de 2007 gravado em dezembro de 2006. Em 2007, a banda tocou no Ozzfest, junto com as bandas Job for a Cowboy, Gojira e Beneath the Massacre. Durante a gravação do álbum The Apostasy, a banda regravou a música "Chant for Eschaton 2000" e pretende lançá-la brevemente no próximo EP, intitulado Evangelion.

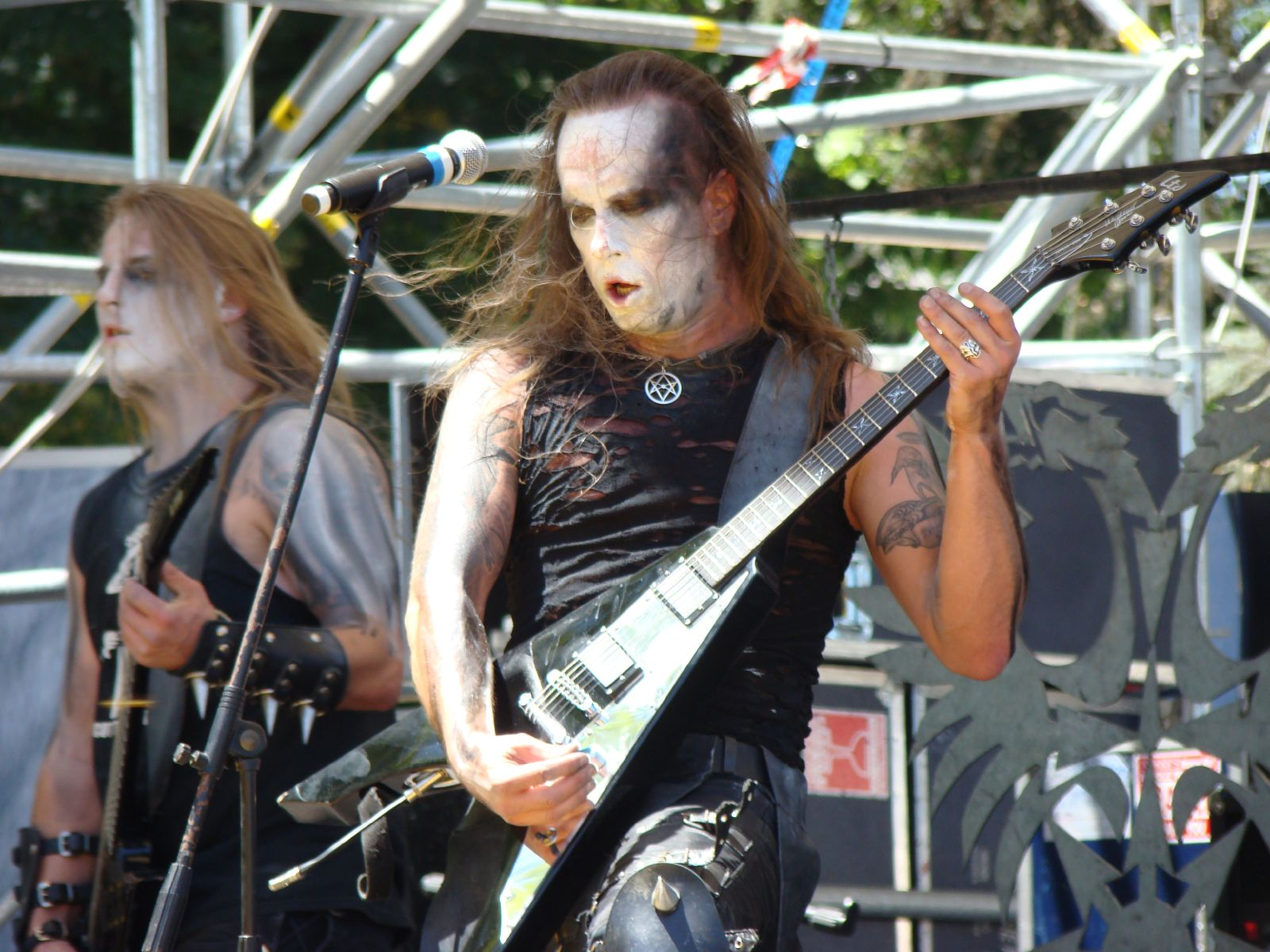
Seth e Nergal ao vivo em 2007

Em Agosto de 2010, a banda cancelou todas as futuras apresentações depois que o seu vocalista foi internado com uma doença até então não divulgada. Ainda em Agosto foi revelado que Nergal estava sofrendo com um tipo de leucemia. No mesmo ano,em dezembro, Nergal foi submetido a uma cirurgia de medula óssea. Atualmente, Nergal está recuperado e não apresenta sequelas do tratamento.
No fim de 2011 a banda declarou nova turnê, que passou pelo Brasil no dia 21 de outubro de 2012, no Carioca Club - SP.
No final de 2012, Nergal anunciou em entrevista ao site SkullsNBones que o novo álbum seria gravado em fevereiro de 2013 e lançado no outono do mesmo ano. Assim sendo, o mais recente álbum da banda acabou por ser lançado em 3 de fevereiro de 2014 e foi intitulado de 'The Satanist'.
Após o lançamento do álbum, a banda realizou uma turnê mundial intitulada "The Satanist 2014" com passagem por diversas cidades do Brasil.

## Estilo
No começo da carreira, o Behemoth era titulado como black metal e com o passar do tempo, o Behemoth começou a mudar seu estilo lentamente para o death metal. Em uma entrevista , Nergal disse que o Behemoth não é mais black metal, e sim death metal, graças ao baterista Inferno que ajudou bastante a banda a redirecionar o estilo.

## Integrantes
Atuais
- Nergal (Ex-Damnation, ex-Hermh) - Vocal e guitarra (1991-presente), Baixo (1991-1995)
- Inferno (Azarath, ex-Witchmaster, ex-Damnation) - bateria  (1997-presente)
- Orion (Vesania, Neolithic) - baixo  (2003-presente)
- Seth (Nomad, ex-Vesania) - guitarra (2004-presente)

Ex-integrantes
- Raven / Baal Ravenlock (Hell-Born, Damnation) - Bateria (1991-1996)
- Desecrator  -  Guitarra, Baixo (1991-1992)
- Frost / Brovar (Immemorial, ex-Blindead) - Guitarra (1993-1994)
- Orcus  -  Baixo (1993-1994)
- L. Kaos (Damnation, Hell-Born) - Guitarra (1995-1999)
- Mefisto - Guitarra (1997-1999)
- Novy  (Vader, ex-Devilyn, Spinal Cord, Crucified Mortals) - Baixo (2000-2003)
- Havok (Blindead) - Guitarra (2000-2004)

## Discografia
- 1995 - Sventevith (Storming Near the Baltic)
- 1996 - Grom
- 1998 - Pandemonic Incantations
- 1999 - Satanica
- 2000 - Thelema.6
- 2002 - Zos Kia Cultus (Here and Beyond)
- 2004 - Demigod
- 2007 - The Apostasy
- 2009 - Evangelion
- 2014 - The Satanist
- 2018 - I Loved You at Your Darkest
- 2022 - Opvs Contra Natvram
- 2025 - The Shit ov God

## Bandas relacionadas
- Lost Soul
- Hate
- Vader
- Vesania